# Зал Хорсабада
229-й зал Лувра (до 2018 года — 4-й зал коллекции Древнего Востока) посвящён предметам, найденным во время раскопок Дур-Шаррукин — древней столицы Ассирии. По названию находящегося рядом с местом раскопок современного иракского поселения Хорсабад, этот зал часто называют Залом Хорсабада.

## Выставленные экспонаты

### Статуи шеду
На раскопках Хорсабада найдено в общей сложности более 50 статуй крылатых быков. Их можно разделить на три типа. Первый — самый распространённый — использовался для украшения проходов. В высоту такие быки достигают 4 метров, весом — 28-30 тонн. Быки второго типа отличаются от первого размером, а третьего — поворотом головы. Главный проход к тронному залу дворца Саргона был украшен пятью парами быков: быки первого типа у каждого из боковых проходов, быки второго — у центрального прохода, и быки третьего типа между проходами. При раскопках Ботта обнаружил всего одного быка третьего типа, в настоящее время он находится в коллекции Чикагского Восточного Института.
Крылатый бык с человеческой головой шеду (экспонат номер AO 19859) охранял ворота № 3 дворца на фасаде L — первом из обнаруженных Ботта фасадов дворца. Именно этот вход виден на картине Феликса Тома. Стоявшая напротив статуя другого шеду была утеряна во время транспортировки (корабль затонул на Тигре), в XIX веке для Лувра сделали его копию (экспонат AO 19858). Для перевозки от Хорсабада до берега Тигра Ботта распиливал каждую статую на 5-6 фрагментов — швы от распилов до сих пор можно видеть на некоторых экспонатах.
На человеческих головах у шеду по две пары рогов — символ божественного происхождения существа. Статуи шеду выполнены таким образом, чтобы анфас они казались стоящими на места, а в профиль выглядели идущими — этот эффект достигается тем, что у каждой статуи делали по 5 ног вместо 4.
Между ног у быков (если смотреть в профиль) надписи клинописью, восхваляющие Саргона, описывающие строительство дворца, а также проклинающие всех, кто попытается разрушить плоды трудов Саргона. Со стороны, обращённой к стене, и следовательно не видной ни в оригинальной конфигурации дворца Саргона, ни в экспозиции Лувра, находятся надписи, обращённые к богам.

Скульптуры крылатых быков
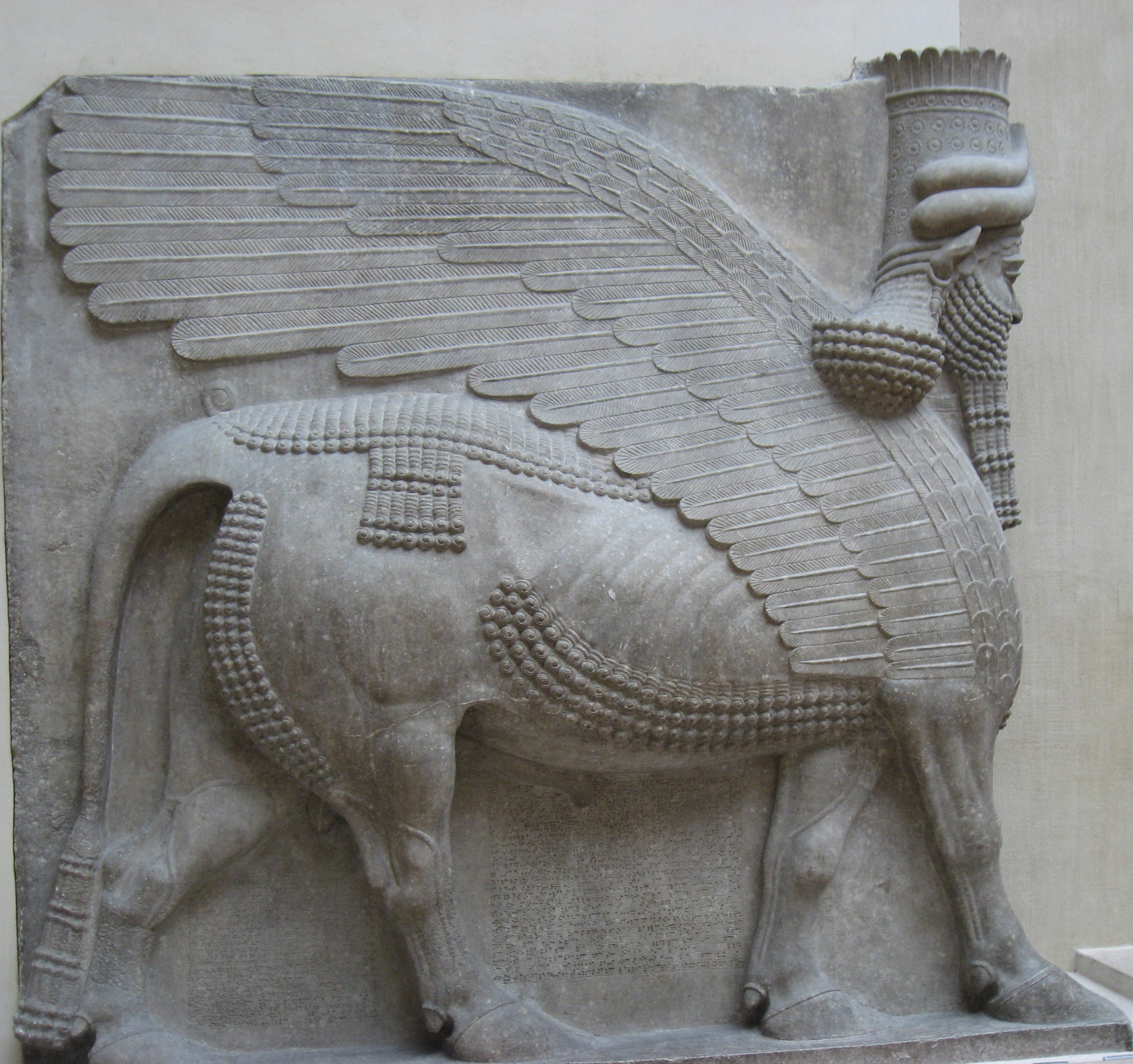
Крылатый бык с человеческой головой (AO 19859)
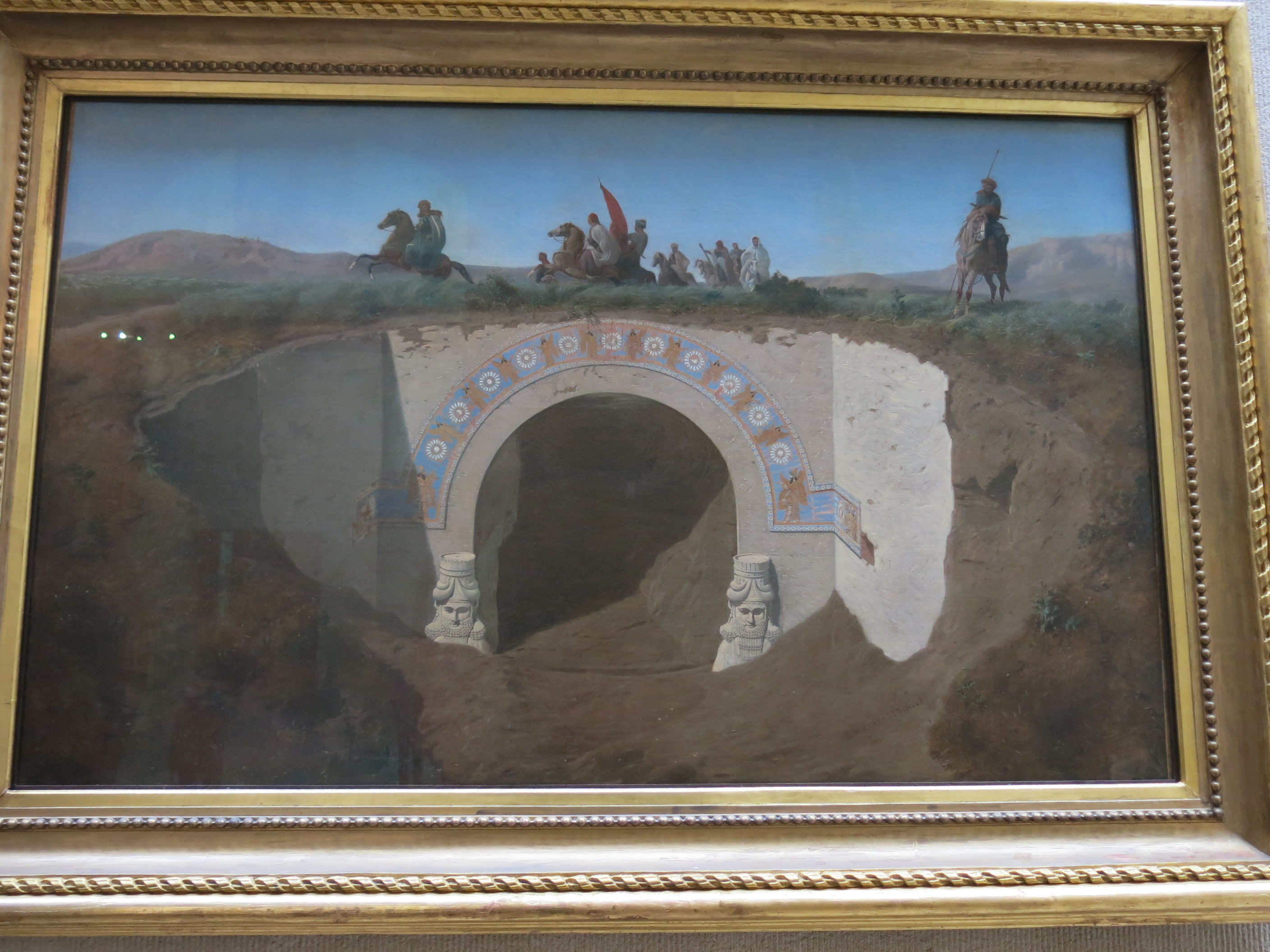
Феликс Тома, «Посещение пашой Мосула раскопок Хорсабада», 1853
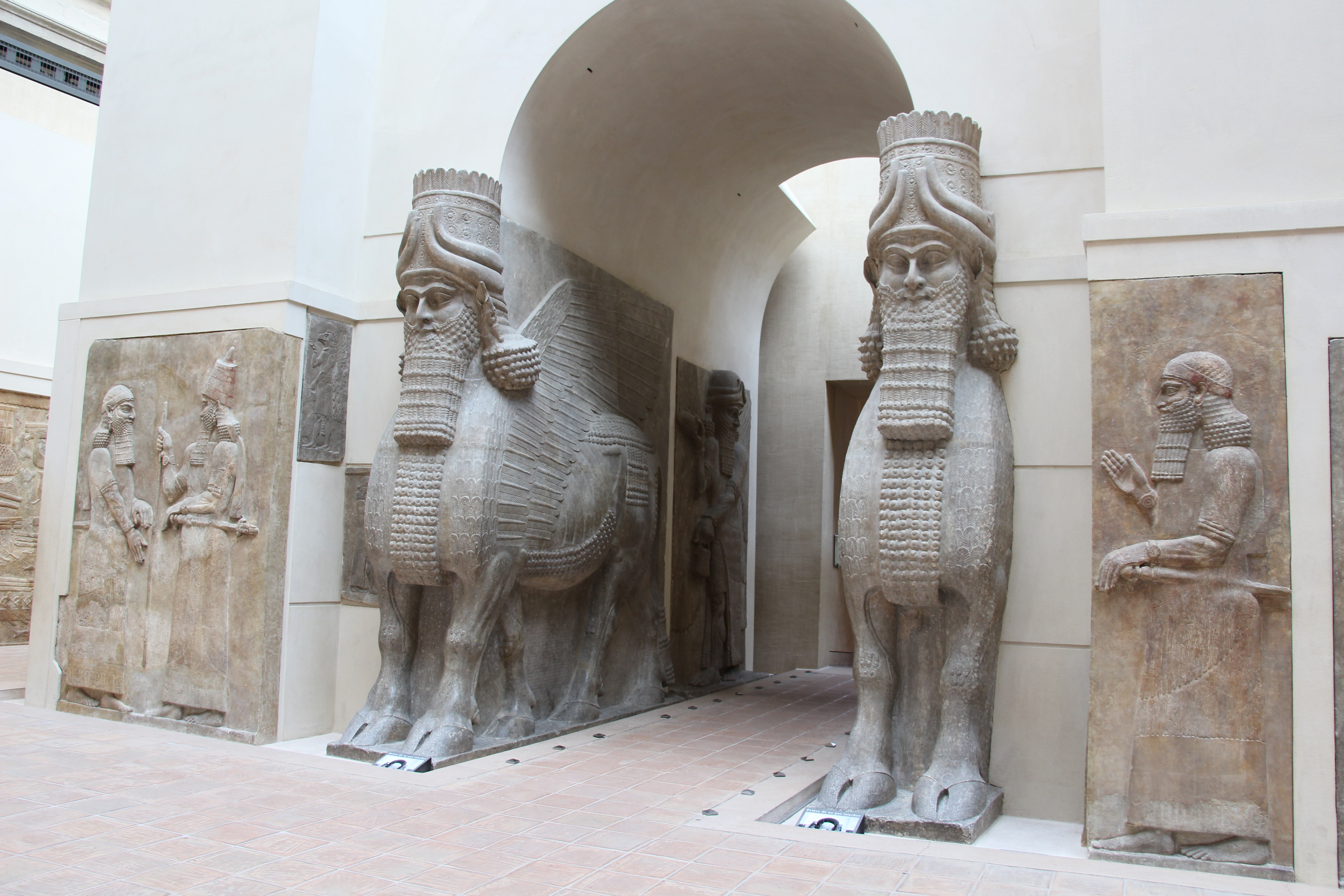
Реконструкция ворот дворца

### Гении
Сзади за быками стояли барельефные изображения благословляющих гениев, в руках которых атрибуты благословляющего окропления: сосновые шишки и ситулы. Гении могли изображаться как с крыльями (более высокий статус), так и без. Долгое время эти барельефы описывались как изображение царя Урука Гильгамеша.

Гении
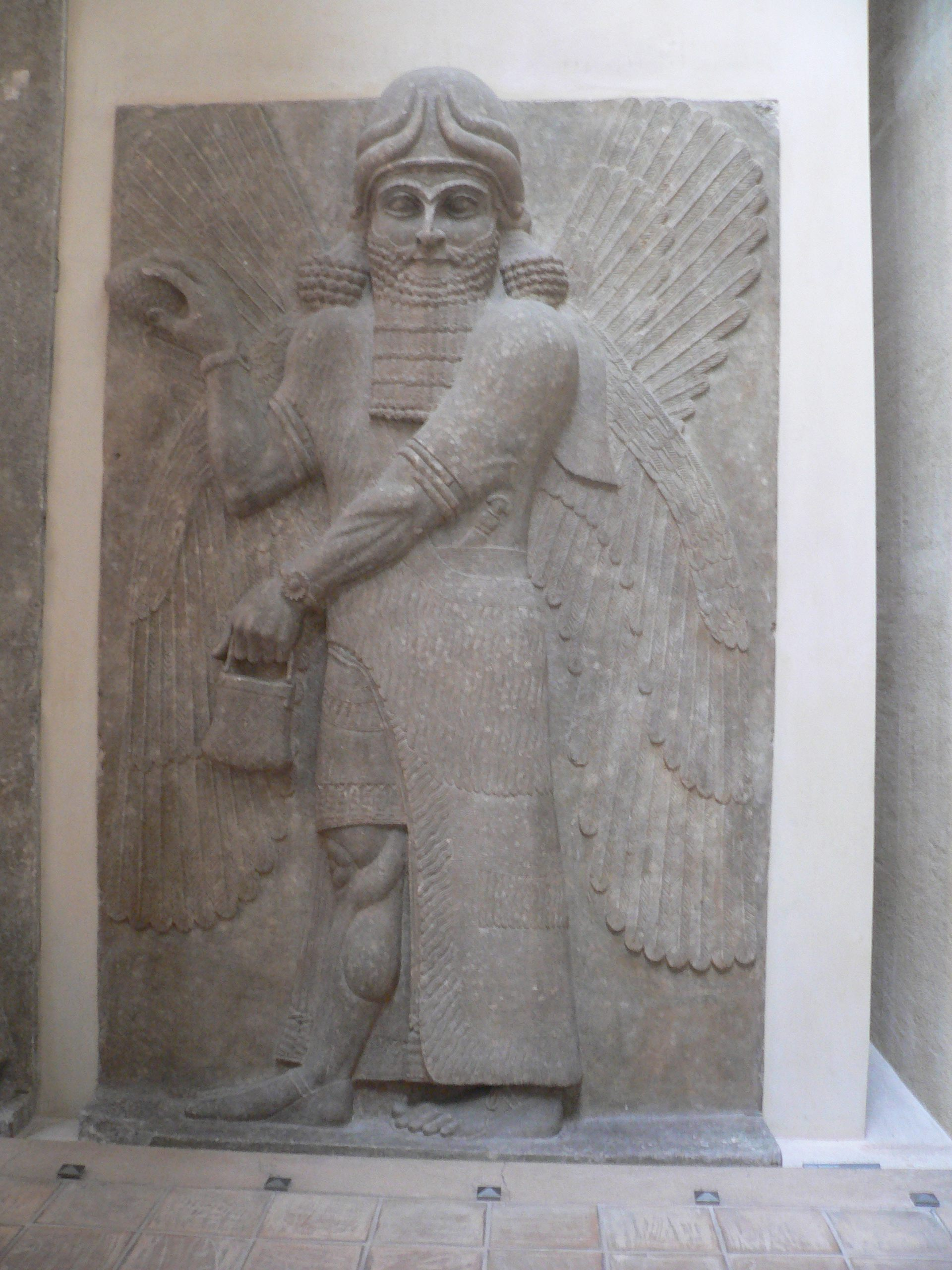
Благословляющий гений (AO 19863)
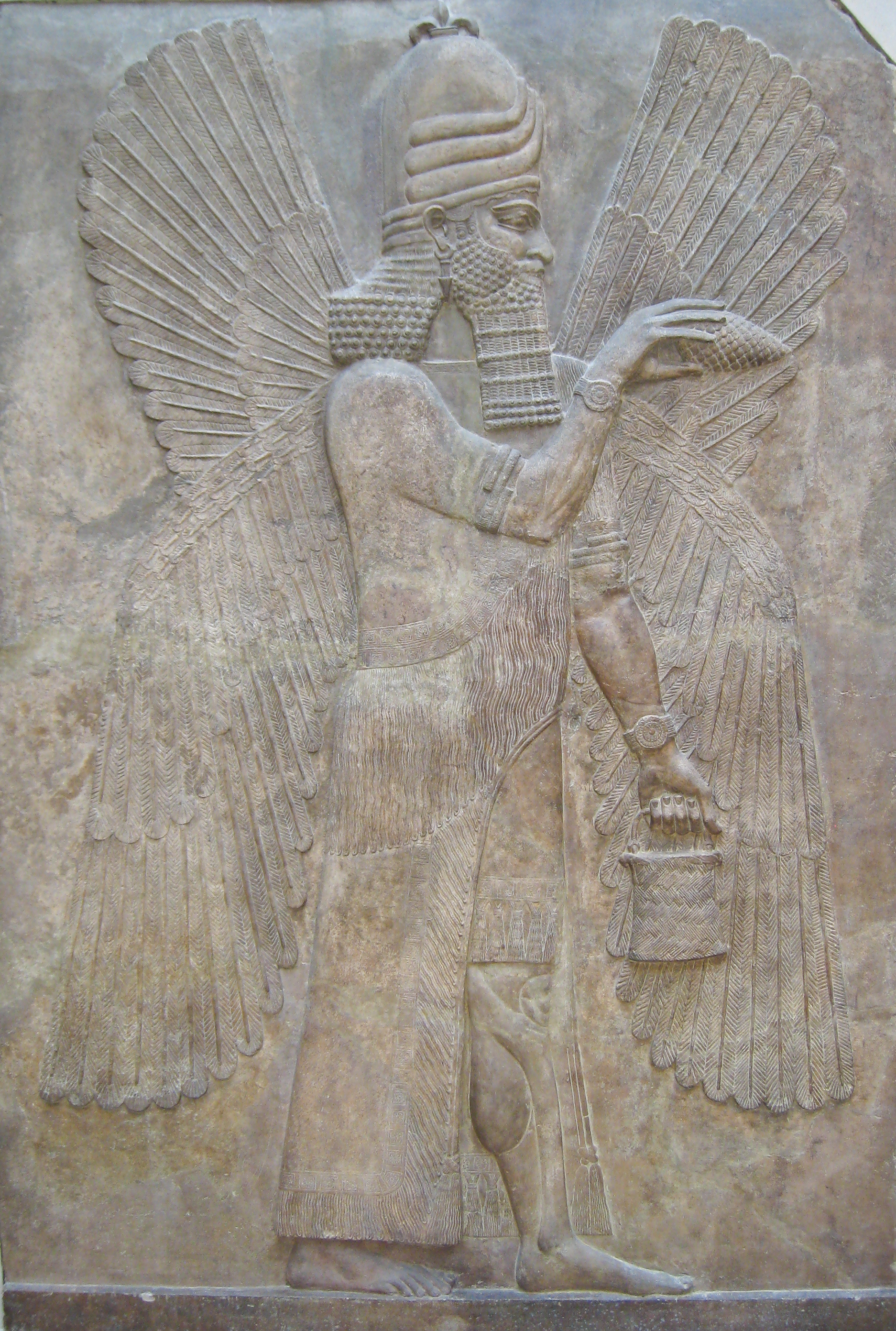
Благословляющий гений (AO 19865)
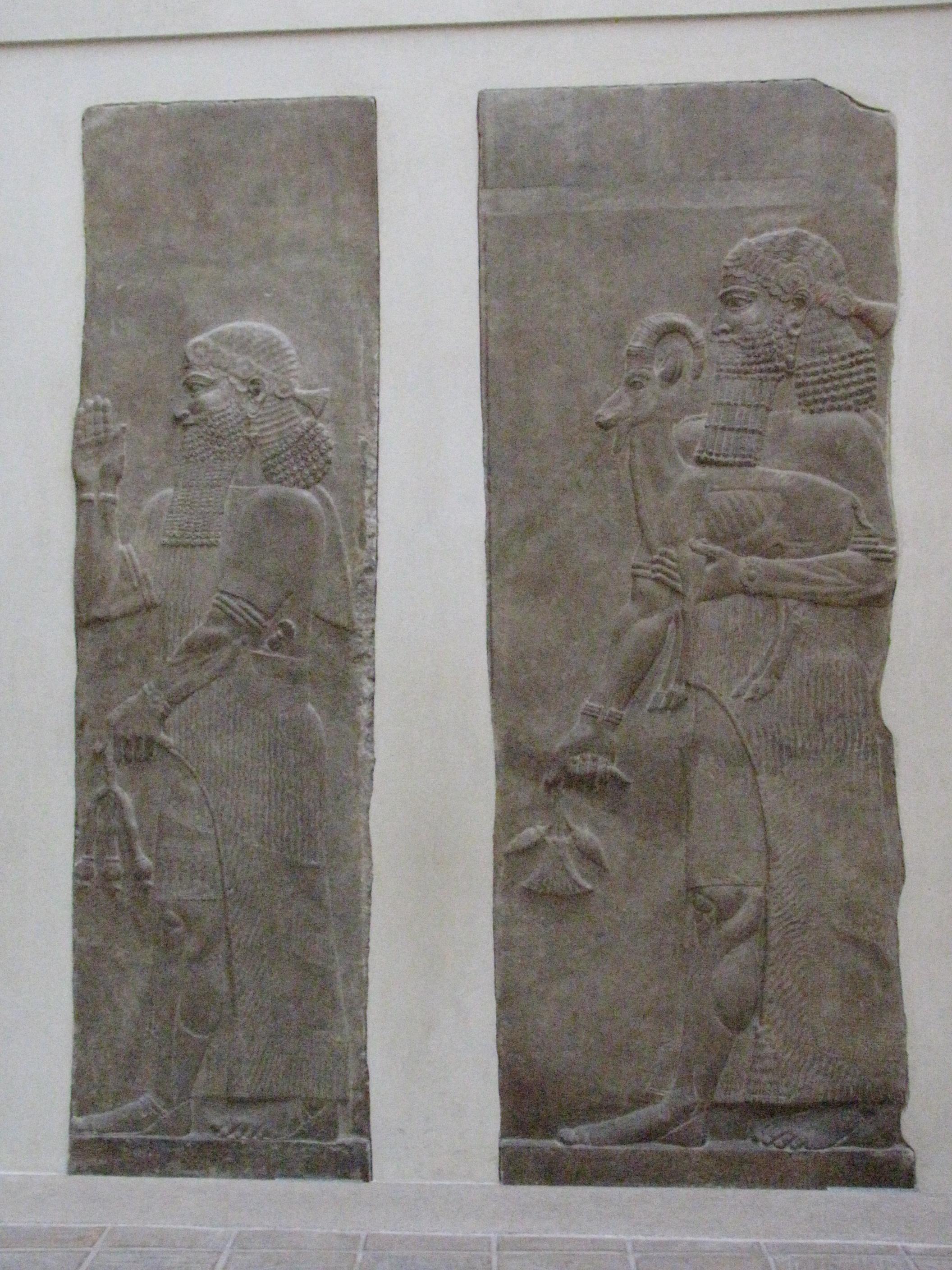
Бескрылые гении (AO 19870 и AO 19872)

### Барельеф Саргона II
Барельеф Саргона II с наследным принцем Синаххерибом находился слева от входа (в таком же порядке экспонаты представлены и в музее). На барельефе король изображён справа, он узнаётся по тиаре на голове и трости в правой руке — символам королевской власти Ассирии. Левую руку Саргон держит на рукояти меча. Он одет в длинное платье в клеточку, на которое накинута шаль из ткани в цветочек. На голове наследного принца — диадема, спускающаяся сзади до спины.
Справа от входа находилась процессия слуг: впереди идёт бородатый вельможа, идущие за ним слуги несут королю и мебель (в том числе передвижной трон и боевую повозку), лошадей и драгоценную посуду. Безбородые круглолицые персонажи — это евнухи, игравшие исключительно важную роль при ассирийском дворе. При этом все мужские персонажи изображены с украшениями: браслеты на руках, серьги в ушах и пр. При раскопках Нимруда в конце 1980-х годов были обнаружены украшения, соответствующие изображённым на барельефах Дур-Шаррукина.

Барельефы Саргона II и его слуг
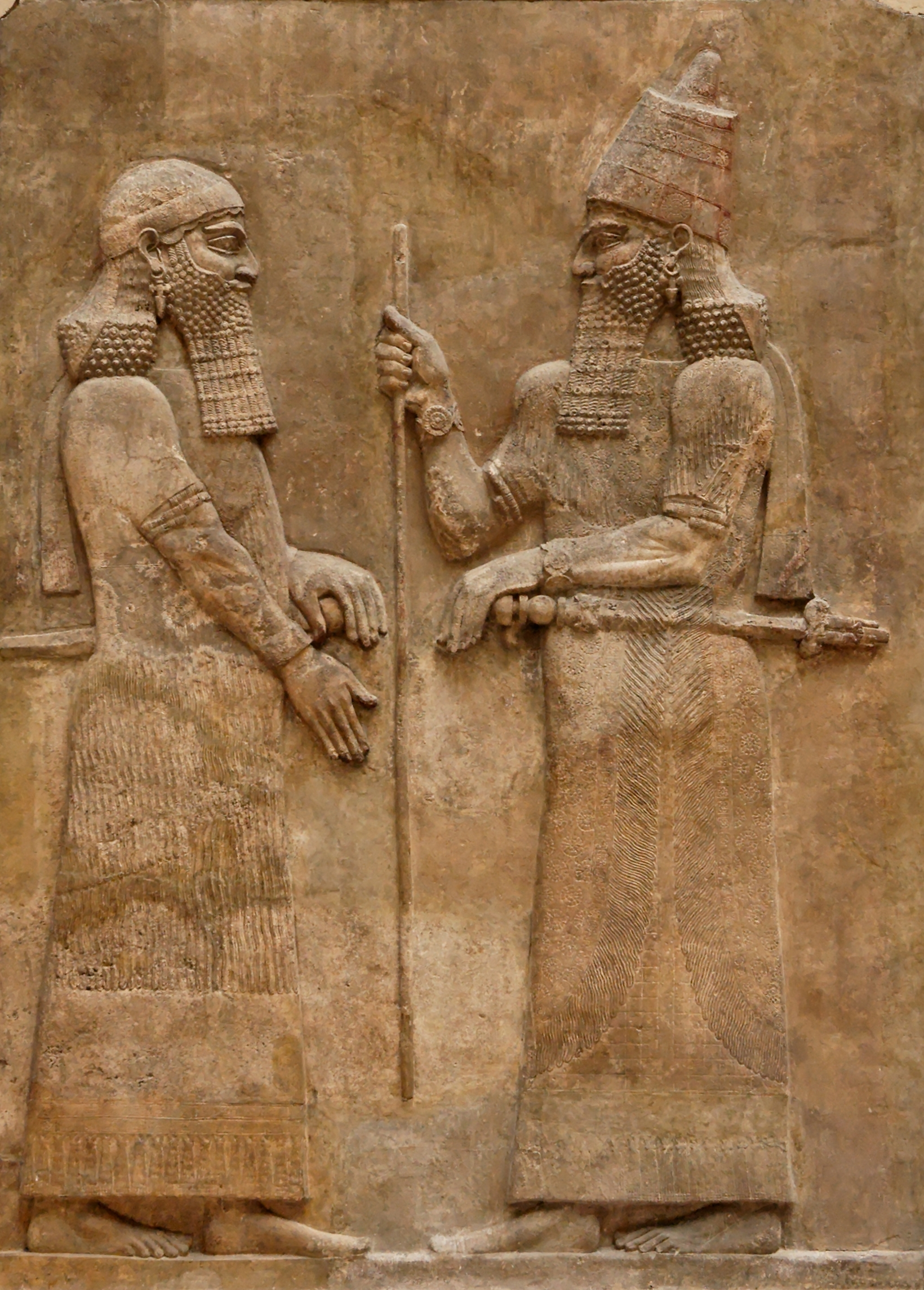
Саргон II с наследным принцем Синаххерибом
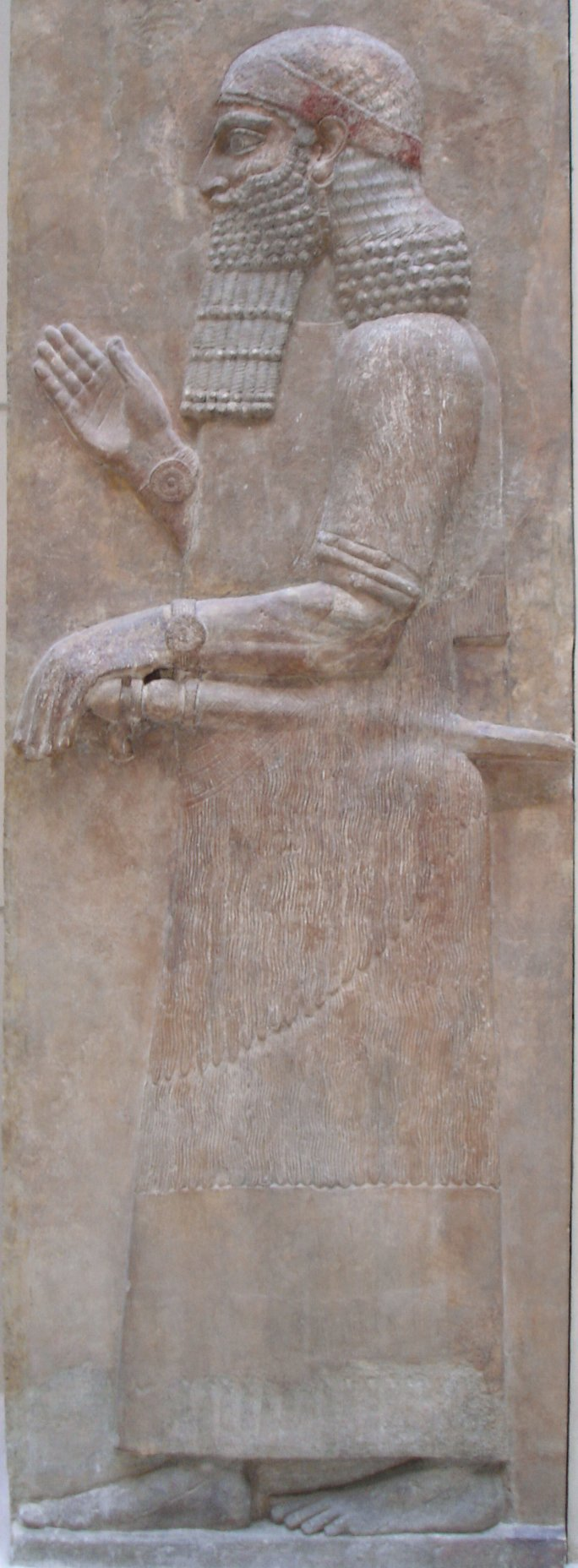
Бородатый вельможа
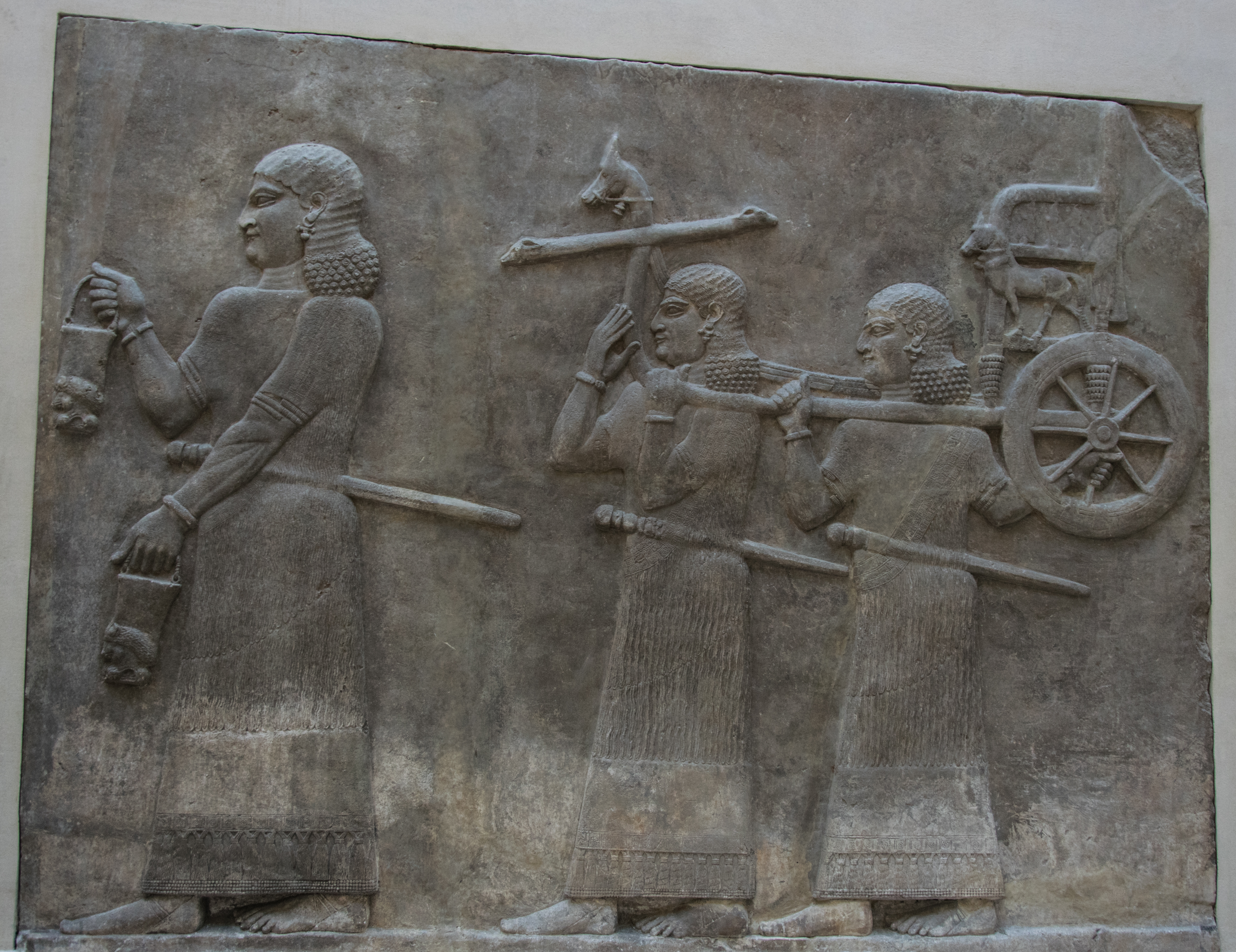
Слуги, несущие передвижной трон
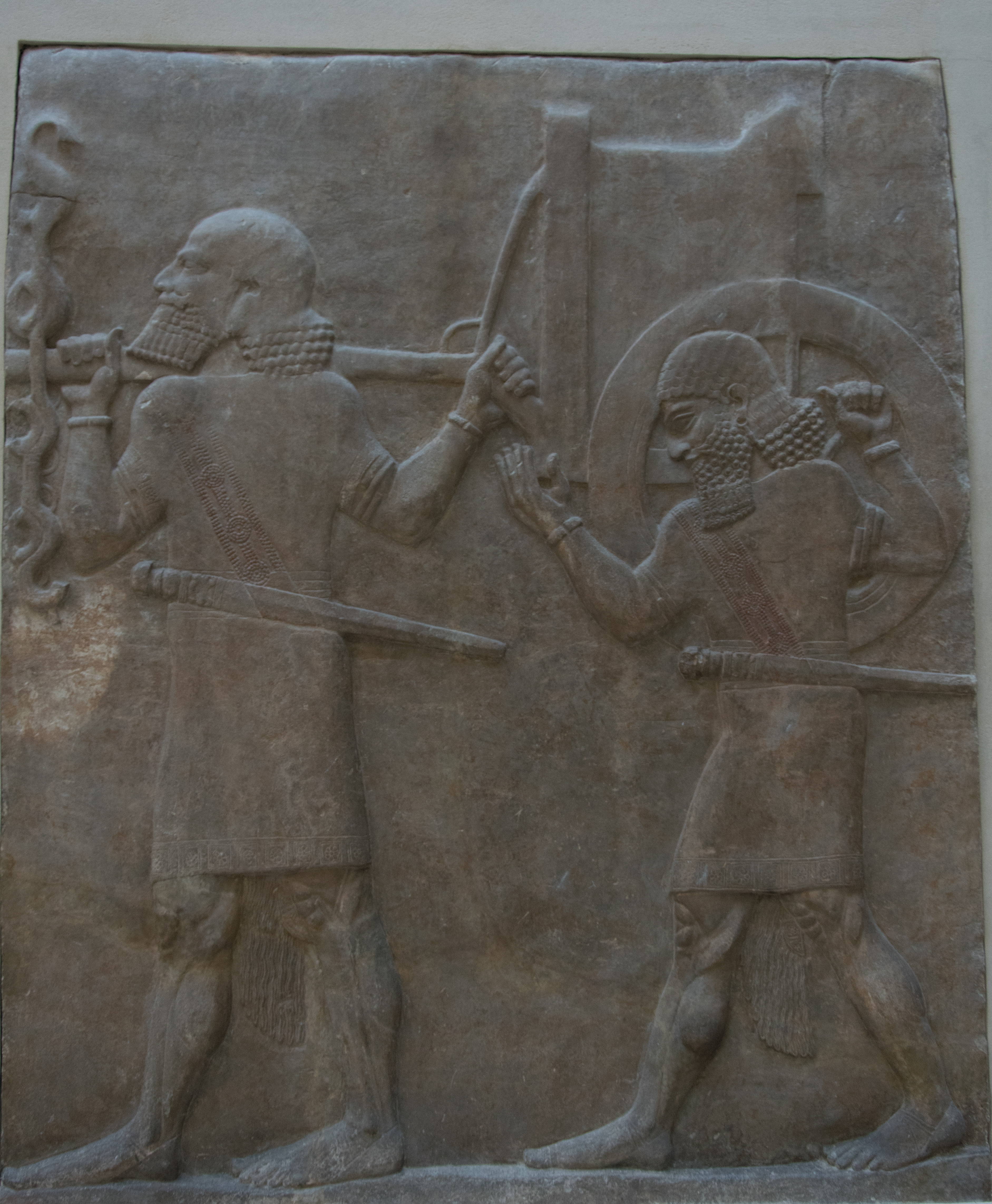
Слуги, несущие боевую повозку
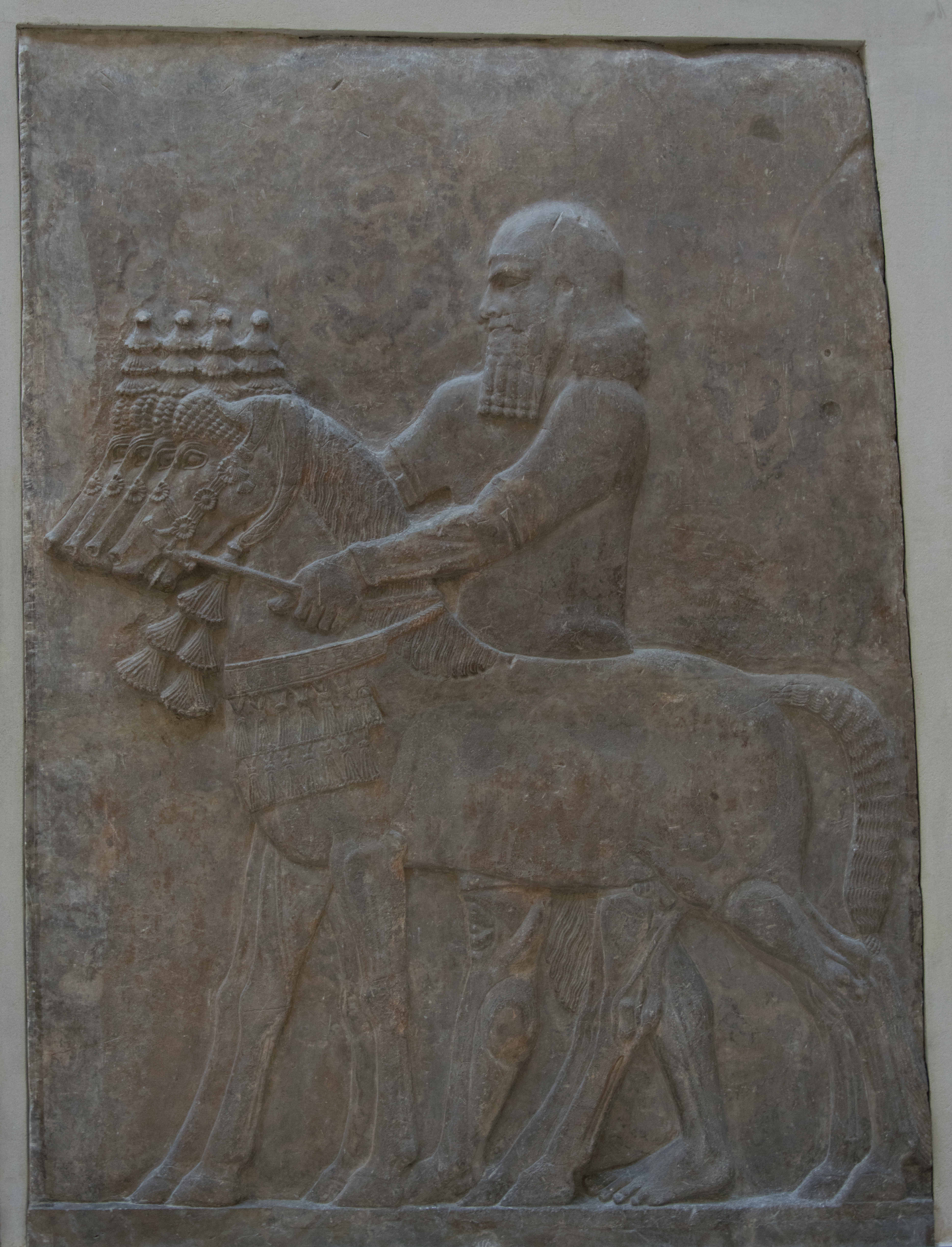
Слуга с упряжкой лошадей
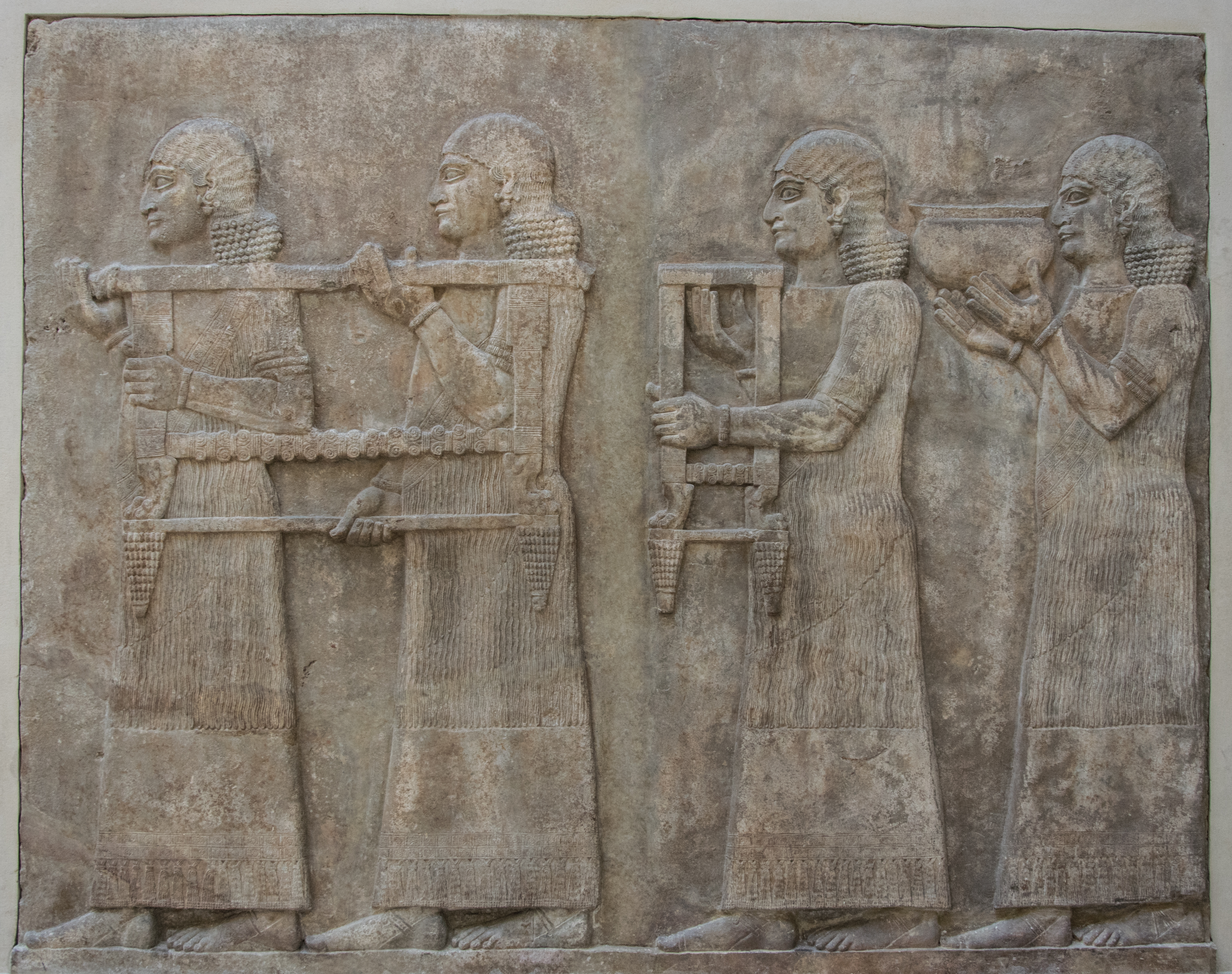
Процессия слуг с мебелью и вазой

### Барельефы с финикийцами и мидийцами
Почётный двор дворца Саргона II был украшен барельефами с процессиями народов, пришедших в столицу из разных провинций империи с дарами королю.
Барельеф с финикийцами изображает сцены срубки и перевозки стволов кедровых деревьев. Для постройки дворца ассирийцы использовали пахучие кедры, выращенные в Ливанских или Нурских горах. Стволы срубленных деревьев финикийцы доставляли в порты Сидон и Тир, после чего перевозили их вдоль берега Средиземного моря до устья Оронта, откуда дерево развозили по всей Ассирии сушей или по реке. Морская часть путешествия проходила на финикийских кораблях, называемых hippoï из-за конских голов на их носу — именно их можно видеть на барельефе. На заднем плане стелы AO 19889 видны укреплённые города — скорее всего, это Тир и Арвад.
Мидийцев можно опознать по меховой одежде и шнурованной обуви. На барельефе приносят в дар королю лошадей и макет крепости — символ подчинения после военной победы Саргона 715 года до н. э.

Барельефы с народами
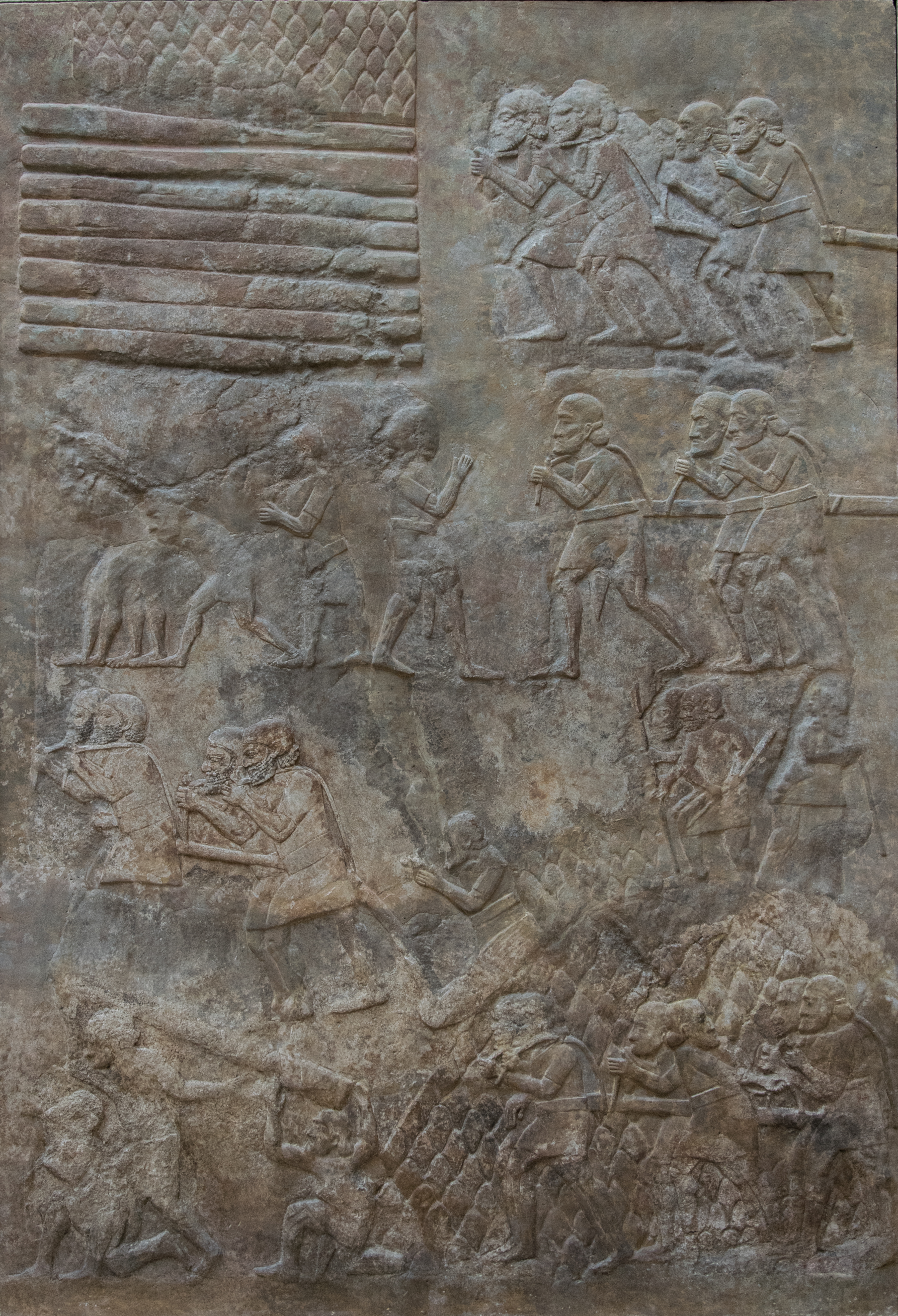
Перевозка кедра (AO 19888)
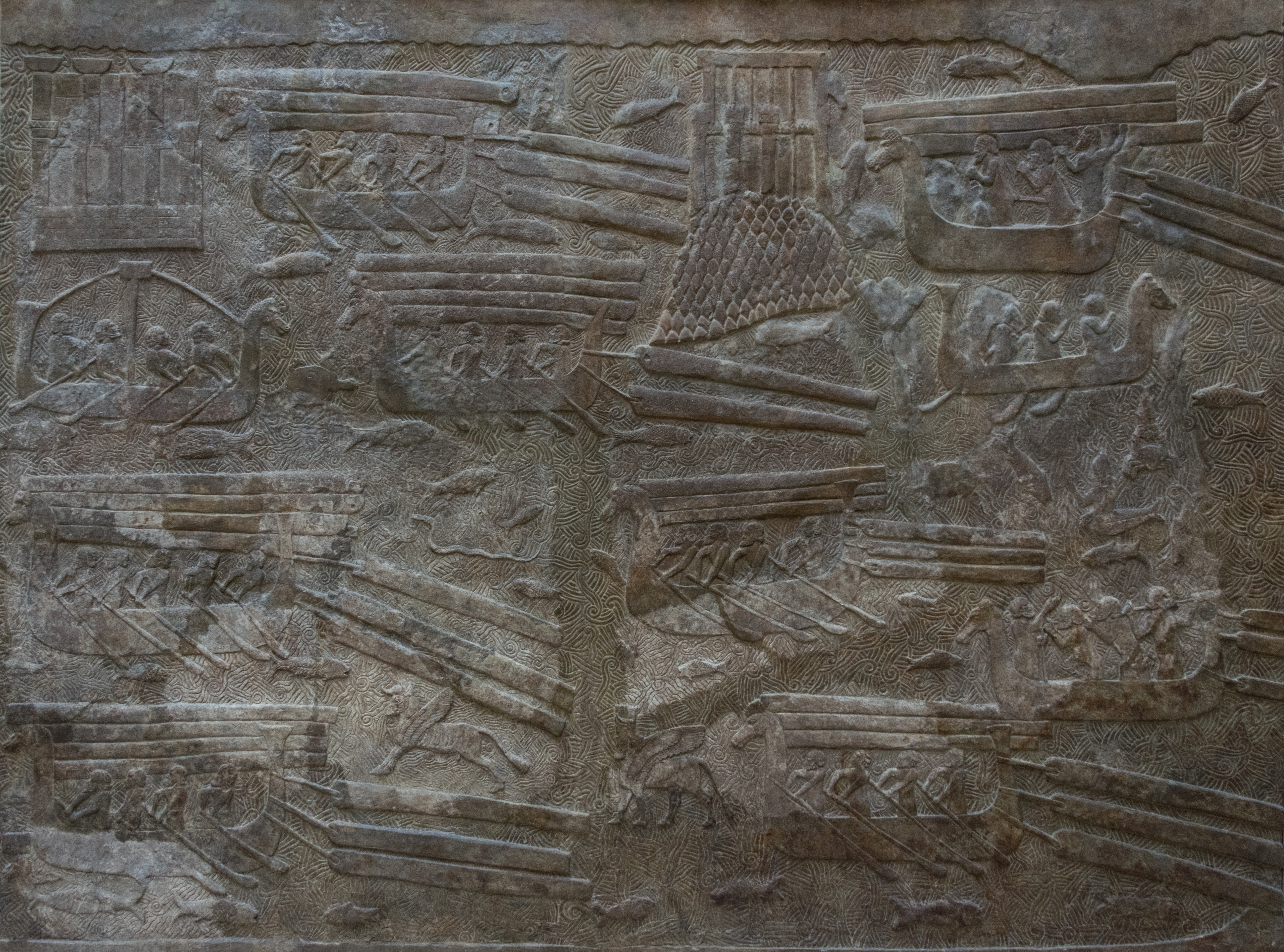
Перевозка кедра (AO 19889)
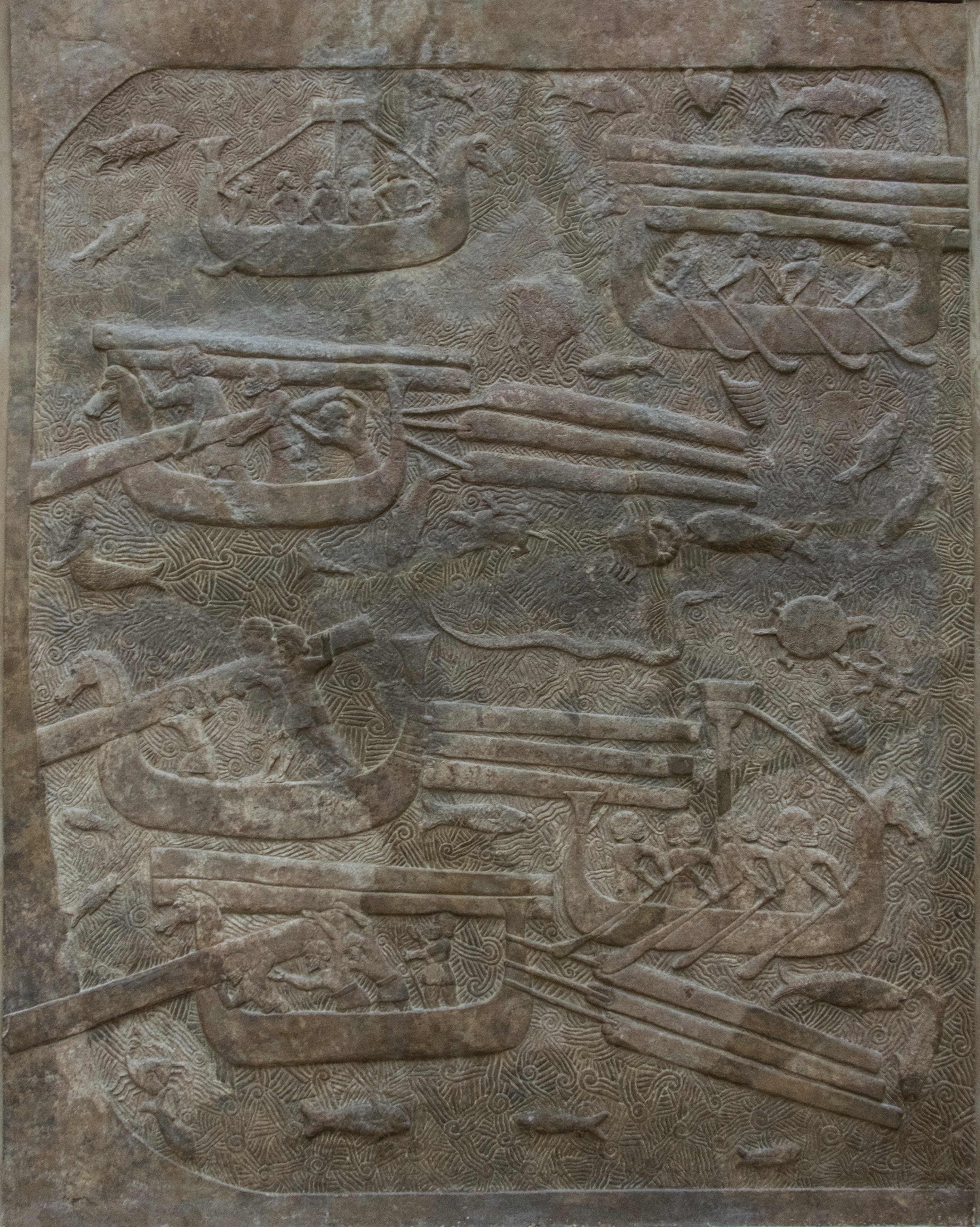
Перевозка кедра (AO 19890)
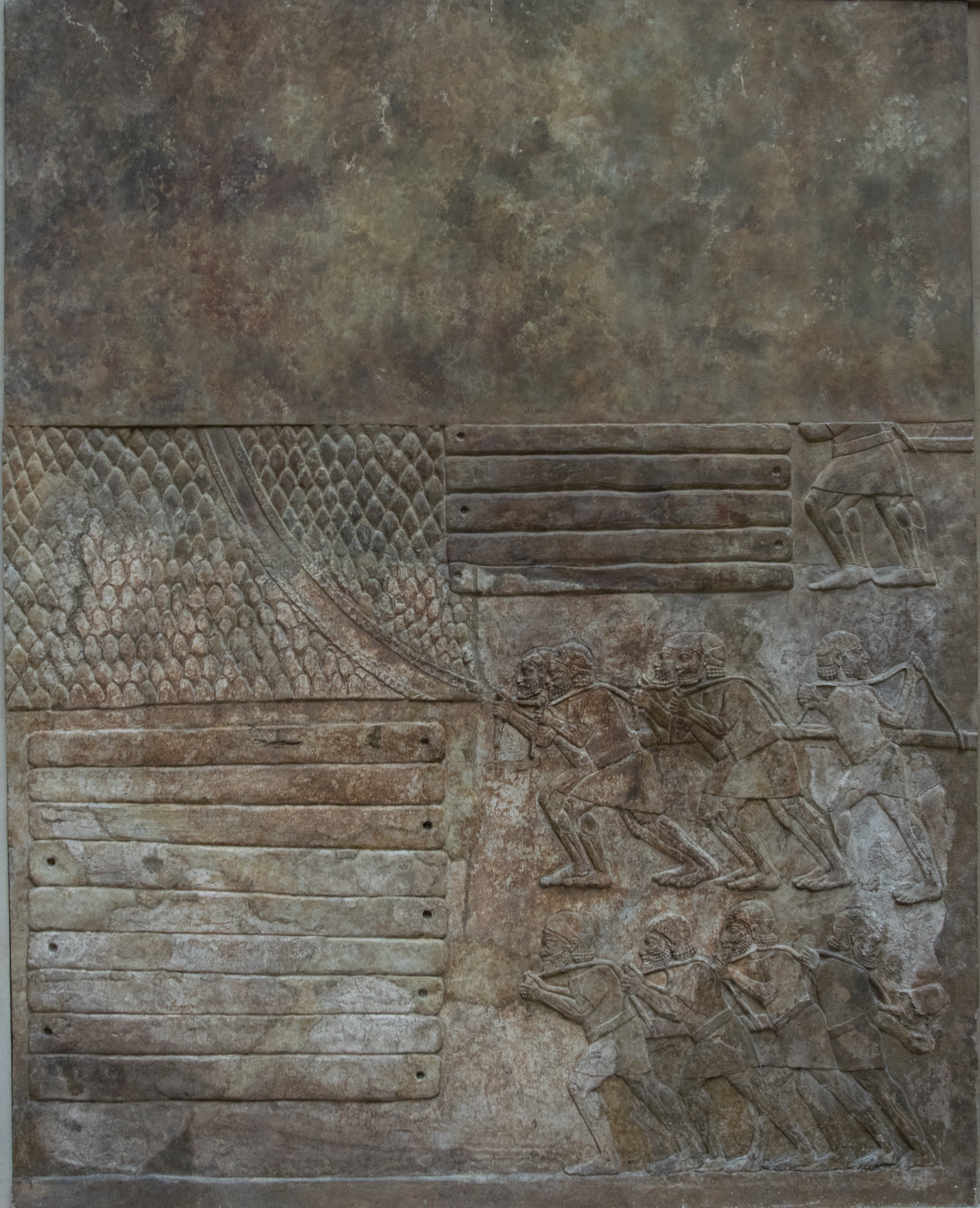
Перевозка кедра (AO 19891)
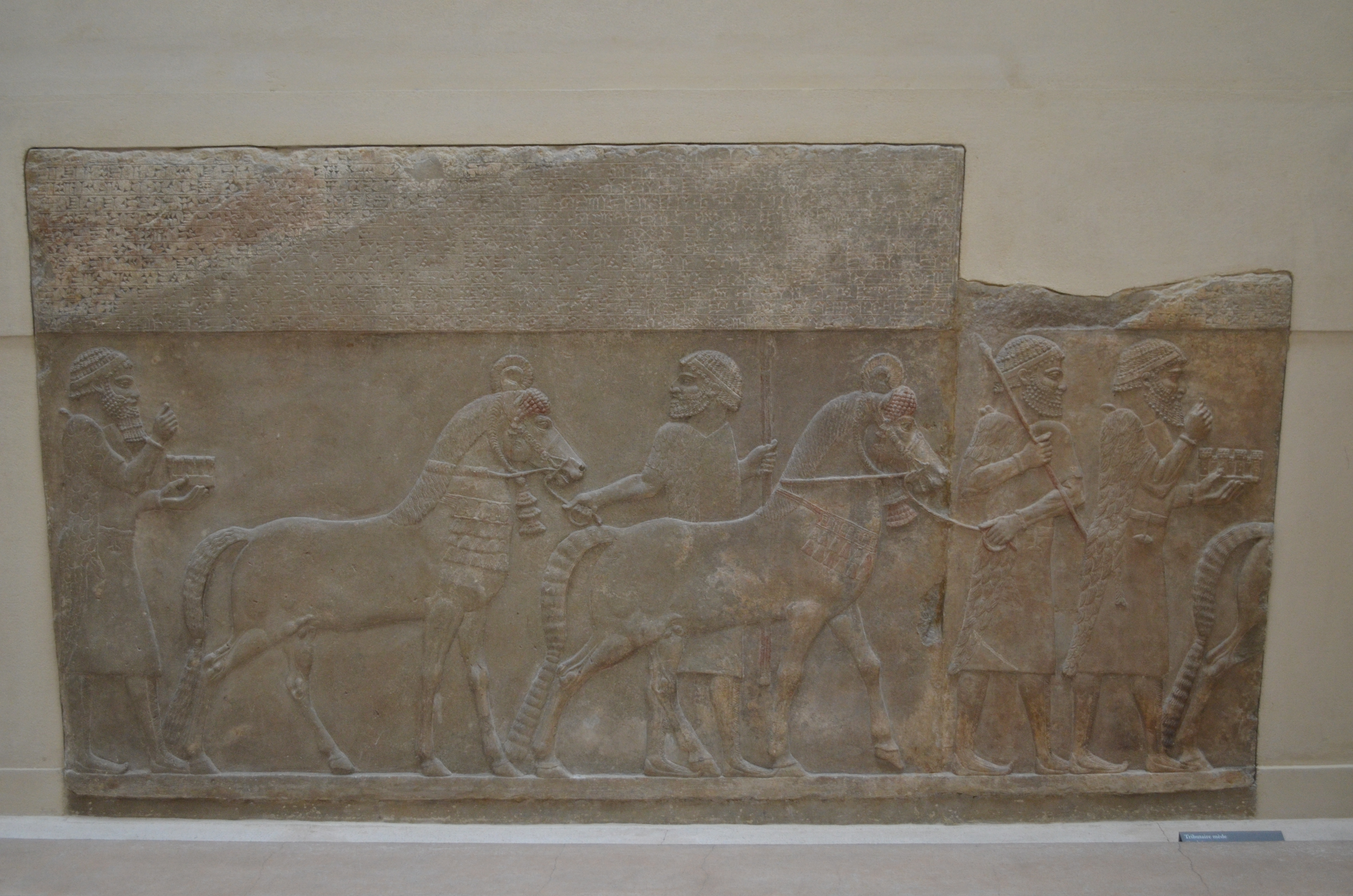
Процессия мидийцев

### Пропавшие барельефы
Внутренние залы и коридоры дворца были украшены барельефами с изображениями битв, парадов и банкетов. Эти барельефы очень сильно пострадали в Античности, во время пожара при разрушении дворца. Заем влажность практически уничтожила их. Практически никакой из этих барельефов не был спасён, но изображение некоторых из них дошли до нас благодаря рисункам Фландена.

Исчезнувшие барельефы
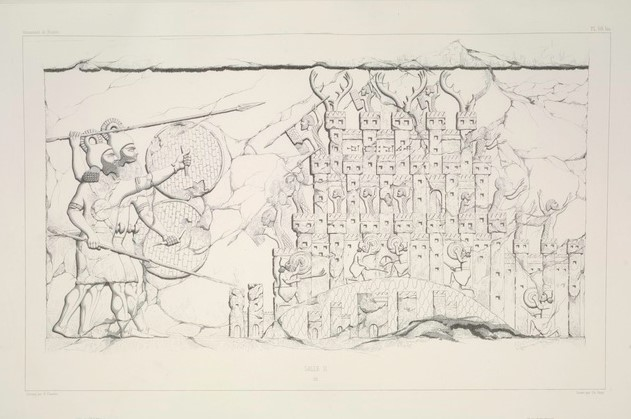
Сцена осады мидийского города (не выставлена в Лувре)